# قفس ذهن
قفس ذهن (به انگلیسی: Mindcage) یک فیلم دلهره‌آور و معمایی آمریکایی محصول سال ۲۰۲۲ به کارگردانی مائورو بورلی با بازی مارتین لارنس، ملیسا راکسبرا، جان مالکوویچ، رابرت نپر، جیکوب گرودنیک و آیدن ترنر است. این فیلم از طریق ویدئو به‌درخواست در ۱۶ دسامبر ۲۰۲۲ منتشر شد. این فیلم اولین نقش مهم غیر کمدی لارنس می‌باشد.

## داستان
هنگامی که یک قاتل تقلید کننده حمله می‌کند، کارآگاهان جیک دویل و مری کلی از یک قاتل زنجیره‌ای زندانی به نام «هنرمند» کمک می‌گیرند. همان‌طور که مری عمیقاً در روان درخشان اما پیچ خورده هنرمند می‌کاود، او و جیک در یک بازی شیطانی موش و گربه فریفته می‌شوند و با زمان مسابقه می‌دهند تا یک قدم جلوتر از هر دو جنایتکار بمانند.

## تولید
فیلمبرداری در اسپرینگدیل، آرکانزاس و فیت‌ویل (آرکانزاس) در اوت ۲۰۲۱ انجام شد.

## بازخوردها
در وب‌سایت جمع‌آوری نقد راتن تومیتوز ۱۰ درصد از نظرات ۱۰ منتقد مثبت بود، با میانگین امتیاز ۳٫۳ از ۱۰ بسیاری از منتقدان این فیلم را به شکل نامطلوبی با سکوت بره‌ها (۱۹۹۱)، هفت (۱۹۹۵) و فروافتاده (۱۹۹۸) مقایسه کرده‌اند.